# Championnat d'Allemagne féminin de football de deuxième division 2016-2017
 (avril 2021).
Si vous disposez d'ouvrages ou d'articles de référence ou si vous connaissez des sites web de qualité traitant du thème abordé ici, merci de compléter l'article en donnant les références utiles à sa vérifiabilité et en les liant à la section « Notes et références ».
Navigation
2015-2016 2017-2018
La 2. Frauen-Bundesliga 2016-2017 est la 13e édition du championnat d'Allemagne féminin de football de deuxième division. Le championnat est divisé en deux groupes, Nord et Sud, les deux vainqueurs sont promus en  première division (excepté les équipes réserves).

## Compétition

### Classement
Le classement est calculé avec le barème de points suivant : une victoire vaut trois points, le match nul un et la défaite zéro.
Les critères utilisés pour départager en cas d'égalité au classement sont les suivants :
1. différence entre les buts marqués et les buts concédés sur la totalité des matchs joués dans le championnat ;
2. plus grand nombre de buts marqués sur la totalité des matchs joués dans le championnat.

| Rang | Équipe                    | Pts | J  | G  | N | P  | Bp | Bc | Diff |
| ---- | ------------------------- | --- | -- | -- | - | -- | -- | -- | ---- |
| 1    | Werder Brême R            | 59  | 22 | 19 | 2 | 1  | 96 | 19 | +77  |
| 2    | VfL Wolfsbourg rés.       | 54  | 22 | 17 | 3 | 2  | 76 | 16 | +60  |
| 3    | BV Cloppenburg            | 50  | 22 | 16 | 2 | 4  | 66 | 28 | +38  |
| 4    | FSV Gütersloh 2009        | 40  | 22 | 13 | 1 | 8  | 53 | 44 | +9   |
| 5    | Arminia Bielefeld P       | 32  | 22 | 10 | 2 | 10 | 44 | 54 | -10  |
| 6    | FFC Turbine Potsdam rés.  | 31  | 22 | 9  | 4 | 9  | 41 | 36 | +5   |
| 7    | SV Meppen                 | 30  | 22 | 9  | 3 | 10 | 41 | 40 | +1   |
| 8    | Blau-Weiß Hohen Neuendorf | 23  | 22 | 6  | 5 | 11 | 28 | 48 | -20  |
| 9    | SV Henstedt-Ulzburg       | 22  | 22 | 7  | 1 | 14 | 43 | 55 | -12  |
| 10   | Herforder SV              | 22  | 22 | 7  | 1 | 14 | 34 | 67 | -33  |
| 11   | 1. FC Union Berlin P      | 36  | 22 | 6  | 0 | 16 | 27 | 60 | -33  |
| 12   | Bramfelder SV P           | 3   | 22 | 1  | 0 | 21 | 18 | 98 | -80  |

| Légende : | Légende : |
| --------- | --- |
|           | Promu en Frauen-Bundesliga. |
|           | Relégué en Regionalliga. |
|           | R Relégué de Frauen-Bundesliga. P Promu de Regionalliga. Pts points ; G victoires ; N matchs nuls ; P défaites Bp buts marqués ; Bc buts encaissés ; Diff différence de buts |

| Rang | Équipe                           | Pts | J  | G  | N | P  | Bp | Bc | Diff |
| ---- | -------------------------------- | --- | -- | -- | - | -- | -- | -- | ---- |
| 1    | TSG Hoffenheim rés.              | 56  | 22 | 18 | 2 | 2  | 67 | 20 | +47  |
| 2    | FC Cologne                       | 47  | 22 | 15 | 2 | 5  | 48 | 23 | +25  |
| 3    | FSV Hessen Wetzlar               | 46  | 22 | 14 | 4 | 4  | 38 | 26 | +12  |
| 4    | VfL Sindelfingen                 | 40  | 22 | 13 | 1 | 8  | 45 | 31 | +14  |
| 5    | Bayern Munich (féminines) rés. P | 37  | 22 | 11 | 4 | 7  | 34 | 25 | +9   |
| 6    | FC Sarrebruck                    | 29  | 22 | 9  | 2 | 11 | 36 | 35 | +1   |
| 7    | FFC Francfort rés.               | 26  | 22 | 7  | 5 | 10 | 32 | 41 | -9   |
| 8    | TSV Schott Mayence               | 23  | 22 | 7  | 2 | 13 | 38 | 49 | -11  |
| 9    | FFC Niederkirchen P              | 23  | 22 | 7  | 2 | 13 | 23 | 42 | -19  |
| 10   | SC Sand rés. P                   | 19  | 22 | 5  | 4 | 13 | 27 | 46 | -19  |
| 11   | SV 67 Weinberg                   | 17  | 22 | 5  | 2 | 15 | 18 | 45 | -27  |
| 12   | TSV Crailsheim                   | 16  | 22 | 4  | 4 | 14 | 21 | 44 | -23  |

| Légende : | Légende : |
| --------- | --- |
|           | Promu en Frauen-Bundesliga. |
|           | Relégué en Regionalliga. |
|           | R Relégué de Frauen-Bundesliga. P Promu de Regionalliga. Pts points ; G victoires ; N matchs nuls ; P défaites Bp buts marqués ; Bc buts encaissés ; Diff différence de buts |

- Le SC Sand retire son équipe réserve en fin de saison.
- Les équipes réserves ne peuvent être promues en 1.Bundesliga.